# Antonov An-10
Dimensions
L'Antonov An-10 Ukraina (Code OTAN : Cat) est un avion de transport commercial quadri-turbopropulseur soviétique.

## Origine
Aeroflot jugeant le futur An-8 insuffisant pour ses besoins, les plus hautes instances soviétiques ordonnèrent le 30 novembre 1955 à l’OKB 473 dirigé par Oleg Konstantinovitch Antonov de développer un nouvel appareil de transport, quadri-turbopropulseur. Le choix de la motorisation était laissé à l’appréciation de l’OKB entre les turbopropulseurs Kuznetsov NK-4 et Ivchenko AI-20, mais deux versions devaient être réalisées en parallèle: un appareil cargo à vocation militaire désigné ‘T’ et un appareil commercial désigné ‘U’. Dès le départ, le NK-4 fut préféré par les ingénieurs du bureau d’études et, les deux avions étant développés en parallèle, l'An-10 civil et l'An-12 militaire vont partager de nombreux systèmes et équipements: Voilure, empennages, motorisation, section avant du fuselage et train d’atterrissage étaient identiques. Avec une section centrale du fuselage commune les prototypes An-10 (pressurisé) et An-12 (non pressurisé) avaient 86 % de pièces communes. En cours de production cependant les deux appareils devaient sensiblement diverger. L'appareil conservait les lignes générales de l'An-8, mais le fuselage étant pressurisé la section du fuselage devenait circulaire.
Immatriculé [CCCP-1957], le prototype prit l’air pour la première fois le 7 mars 1957 à Kiev, piloté par Ya.I.Vernikov et V.P.Vazin, 4 mois avant son concurrent Il-18 et 9 mois avant l’An-12. Les essais mirent en avant la nécessité d’améliorer la stabilité et de réduire la trainée, ce qui conduisit à ajouter deux petites dérives aux extrémités du plan fixe et une quille inférieure, puis à remplacer les deux dérives par deux quilles en V inversé, et à introduire un dièdre négatif aux plans externes.

## Versions
- An-10 Ukraina : première version de série, équipée de 4 Kuznetsov NK-4 de 4 000 ch entraînant des hélices non réversibles. Aménagé pour 87 passagers avec une salle de jeux pour les enfants à l’arrière, cet appareil entra en service en juillet 1959.

- An-10A Ukraina : avec un fuselage allongé de 2 m lui permettant de transporter 100 passagers en version standard et 130 passagers en version haute densité, une capacité de carburant accrue, de nouveaux moteurs AI-20A et des hélices à inversion de pas AW-68I, ce modèle mis en service en février 1960 par Aeroflot fut le plus construit.

Le 14 juillet 1960, durant un essai en vol, un An-10A a réussi à tenir en vol sur un seul moteur, performance rare sur quadrimoteur, et le 29 avril 1961, un autre An-10A a établi plusieurs records internationaux en circuit fermé :
- An-10As : cargo pur offrant une charge utile de 16 300 kg, avec plancher renforcé. L'appareil n'ayant pas de porte cargo, il s'agit probablement de la version civile de l'An-10TS.

- An-12B : version haute densité, permettant de transporter 132 passagers en réaménageant la cabine avec 7 sièges par travée au lieu de 6. Pour conserver l’autonomie avec une masse plus élevée quatre réservoirs intégraux étaient ajoutés dans la voilure et un dans le fuselage, la capacité totale des réservoirs atteignant 15 200 kg. Un seul prototype fut construit.

- An-10KP : en 1970 un An-10 fut modifié expérimentalement en PC volant de commandement de la chasse avec équipements sophistiqués de détection et de télécommunication.

- An-10TS : appareil de transport militaire pouvant embarquer 14 tonnes de matériel, 113 hommes équipés, 60 parachutistes ou en version sanitaire 73 civières et 20 personnes assises. Contrairement à l’An-12, équipé d’une rampe de chargement arrière, l’An-10 ne disposait que d’une trappe arrière de 1300*1 500 mm, utile pour les parachutages, mais inutilisable pour des véhicules. 11 appareils furent commandés en 1959 pour les V-VS, qui semblent avoir utilisé quelques An-10 jusqu’en 1978.

- An-10V : prototype unique qui a volé en 1963 avec un fuselage allongé de 3 m, probablement dans le cadre du programme An-16.

- An-10W : projet datant de 1963 portant sur d’une version allongée de 6 m (3 m de chaque côté de l’aile) devant transporter 174 passagers sur 1 600 km ou 128 passagers sur 3 000 km.

- An-16 : projet datant de 1957, fuselage allongé de 3 m pour transporter 130 passagers sur 2 000 km.

## En service
- Aeroflot : l’An-10 fut mis en service en juillet 1959 sur Simferopol-Moscou et Simferopol-Kiev par Aeroflot, qui n’hésita pas à le qualifier ‘d’avion de transport le plus économique au monde’. L’An-10A entra à son tour en service en février 1960, Aeroflot recevant au total 108 machines immatriculées entre [CCCP-11120] et [CCCP-11229]. Cette flotte a transporté 35 millions de passagers et 1,2 million de tonnes de fret jusqu’en 1971.

Le 18 juin 1972 un An-10A s’est écrasé près de Charkiw, Ukraine, faisant 115 victimes. L’enquête a conclu à une rupture d’aile en vol au niveau de l’emplanture et l’examen des appareils en service a révélé de nombreuses criques dues à une usure prématurée (un phénomène qui ne sera pas observé sur l’An-12). L’An-10 fut donc retiré d’exploitation en 1973, remplacé dans l’Aeroflot par l’Iliouchine Il-18 et l’Antonov An-24.